# Разведывательные винтовки
Разведывательные винтовки — это концептуальный класс винтовок общего назначения, определённый и продвигаемый Джеффом Купером в начале 1980-х годов, который имеет сходство по конструкции и функциям с ружьями, горными винтовками и другими архетипами винтовок, которые подчеркивают удобство переноски и практическую точность, а не огневую мощь.
Разведывательные винтовки обычно представляют собой карабины с продольно-скользящим затвором под патрон .308 Winchester (или 7,62 × 51 мм), длиной менее 1 метра и весом менее 3 кг, как с мушкой, так и с оптикой и оснащены практичными ремнями (такими как ремни Ching) для стрельбы и переноски, а также способны надёжно поражать цели размером с человека на расстоянии до 450 метров без оптических прицелов. Обычно в них используются установленные вперед маломощные прицелы с Eye relief или мушки, чтобы обеспечить лёгкий доступ к верхней части затвора винтовки для быстрой ручной перезарядки. Купер лично участвовал в разработке Steyr Scout, в то время как другие производители оружия, включая Ruger и Savage, с тех пор также разработали винтовки, которые примерно соответствуют спецификациям Купера.
Купер понял, что винтовки конца 20-го века мало чем отличались от винтовок, которыми пользовались знаменитые разведчики, такие как майор Фредерик Рассел Бернхэм сто лет назад, и что достижения в области металлургии, оптики и пластика могут сделать винтовку удобным и лёгким инструментом, «который будет делать очень многое одинаково хорошо …» . На концепцию разведывательной винтовки Купера в значительной степени повлияли подвиги разведчика Бернхэма на западе Соединённых Штатов и в Африке, и поэтому она лучше всего подходит для человека, действующего либо в одиночку, либо в команде из двух или трёх человек.
«Универсальное ружье одинаково хорошо подходит для всех видов охоты, кроме специализированной, а также для боевых действий; таким образом, оно должно быть достаточно мощным, чтобы убить любую живую цель разумного размера. Если вы настаиваете на определении „разумного размера“, пусть введем произвольный показатель массы около 454 кг».
В 1983 году в учебном центре Cooper’s Gunsite в Аризоне была созвана конференция для изучения вопроса модернизации конструкции винтовки. Среди участников конференции были оружейники, стоковщики, журналисты, инструкторы по стрельбе, изобретатели и охотники. Она называлась «Первая конференция разведывательных винтовок» . Вторая конференция состоялась в октябре 1984 г.

## Определяющие характеристики
Черпая вдохновение из нескольких источников, в частности, из винтовки Маннлихера-Шёнауэра 1903 года и модели Винчестера 1894 года, Купер определил несколько отличительных характеристик разведывательной винтовки:
- Калибр: стандартный патрон .308 Winchester / 7,62 × 51 мм НАТО или 7 мм-08 Remington[англ.] для мест, где запрещено владение гражданскими лицами патронами, принятыми в вооружённых силах, или из-за его «немного лучшей баллистики».[6] Как писал Купер: «Настоящий разведчик бывает калибра .308 или 7мм-08».[7] .243 Winchester является альтернативой для молодых людей с маленьким телосложением или людей, боящихся отдачи, но ему нужен ствол длиной 560 мм. Купер также заказал «Lion Scout» под патрон .350 Remington Magnum[англ.].

- Затвор: все прототипы разведывательных винтовок Купера были с продольно-скользящим затвором, однако он сказал, что «если бы был сделан полуавтоматический затвор, который был бы достаточно компактным и в остальном приемлемым, это, безусловно, следовало бы рассмотреть как альтернативу». Купер сказал, что затвор Brno ZKK 601 наиболее близок к руководящим принципам. Предпочтение отдавалось болтовому затвору с двумя выступами и поворотом на 90 °, как и традиционному экстрактору Маузера. Рукоятка затвора должна быть гладкой и круглой, без насечек и располагаться достаточно далеко от спускового крючка, чтобы избежать ударов по указательному пальцу во время выстрела. Предохранитель должен быть положительным и включать три положения. Он должен отключать спусковой механизм, а не блокировать его. Он должен быть сильным и положительным и работать спереди назад, заднее положение «безопасно» и вперед «огонь».
- Спусковой крючок: плавный и чистый, с четким срабатыванием весом 1 400 г.
- Вес: вес без нагрузки с аксессуарами 3 кг; с максимально допустимым весом 3,5 кг.
- Длина: общая длина 1 метр или меньше. Эти две характеристики помещают разведывательные винтовки в общий класс карабинов.
- Оптика: передний оптический прицел с малым увеличением, обычно в 2-3 раза. Это сохраняет периферийное зрение[англ.] стрелка, сохраняет отверстие для выброса открытым, чтобы можно было использовать обоймы для её перезарядки, и исключает любую возможность попадания прицела в лоб во время отдачи. Купер заявил, что оптический прицел не является обязательным.
- Запасные прицелы: фантомное кольцо, вспомогательные железные прицелы: целик, состоящий из тонкого кольца с большой апертурой, установленного на ствольной коробке, и, как правило, мушки с квадратной стойкой на мостике ствольной коробки, а не на конце ствола, где он цепляется за предметы, ломается, заедает и запутывается. Это позволяет точно наводить винтовку на короткие и средние дистанции, даже если прицел поврежден.
- Ложа: синтетическая, а не деревянная. Пятка приклада закруглена, чтобы не зацепляться за рубашку. Запасной магазин хранится в прикладе. Выдвижная сошка, не выступающая из приклада.
- Магазин: магазин должен быть сконструирован таким образом, чтобы защищать наконечники пуль с плавным наконечником, когда они выходят из магазина. Своего рода отсечка магазина, позволяющая использовать винтовку в режиме одиночного выстрела с магазином в резерве. Альтернативой отсечному магазину является отъемный коробчатый магазин двойного назначения, который можно было вставить до первого упора, не позволяя затвору подавать его. При желании магазин можно было вдавить во второй упор, позволяя затвору захватить верхний патрон.
- Ремень: Ching или «CW». Вопреки распространённой практике, Купер выступал за использование ремня в качестве вспомогательного средства для стрельбы. ремень Ching[англ.] предлагает удобство ремня для переноски и устойчивость ремня стрелка-мишени со скоростью ремня биатлониста. (ремень CW представляет собой более простую версию ремня Ching, состоящую из одной лямки.)
- Точность: должна быть способна стрелять с точностью до 2 МОА[англ.] (0,6 тысячной) или меньше (102 мм) на расстоянии 200 метров/ярдов (кучность стрельбы 3).

Эти особенности диктовали короткие и тонкие стволы, синтетические приклады и затворы. Другие дополнительные функции включали выдвижные сошки, съемные магазины, прикладной магазин и дополнительную планку для фонарей и других насадок. Добавление некоторых из этих функций часто делает винтовку технически не разведывательной, как это было первоначально определено, но многие считают, что это все ещё соответствует духу, если не букве концепции.

## Стрельба и использование
Хотя она необычна по внешнему виду и конструкции по сравнению с традиционными винтовками, особенности, которые отличают винтовку разведчика, были выбраны из соображений полезности, а не внешнего вида. Прицел крепится к стволу как для устойчивости, так и, как утверждают некоторые, для более быстрого определения линии прицеливания, когда винтовка поднесена к плечу. Это также защищает затвор и отверстие для выброса оружия от препятствий, позволяя быстро заряжать патроны сверху и устранять замятия или другие препятствия.
Размер немного короче, чем большинство полнокалиберных винтовок, увеличивает дульный выстрел из винтовки разведчика, а лёгкий вес увеличивает ощутимую отдачу (до значительного уровня у Steyr Dragoon Scout из-за патрона .376 Steyr). Даже отдача при патроне .308 Win. в разведывательной винтовке была описана как ощущение от патрона .300 Winchester Magnum во время испытаний оружия.
Если прицел поврежден, его можно быстро снять и использовать прицел с призрачным кольцом.

## Коммерческие варианты
В течение многих лет разведывательные винтовки можно было приобрести только у оружейников, изготовливавщих их по индивидуальному заказу. Однако ряд производителей производят разведывательные винтовки, близкие к спецификациям Купера.

### Steyr Scout
Версия, которую некоторые считают эталоном, — это Steyr Scout.
В 1998 году австрийская компания Steyr-Mannlicher начала серийное производство Steyr Scout, также известного как Mannlicher Scout. Джефф Купер потратил много лет на размышления и работу со Steyr, прежде чем они начали производство, построенное в соответствии с разработанными спецификациями. Версия большого калибра рассчитана на патентованный патрон .376 Steyr, но превышает (примерно на один дюйм) общий предел длины, указанный в спецификации разведывательной винтовки. Эта версия имеет четыре патрона в магазине по сравнению с пятью в стандартном Steyr Scout. Также выпускается версия с патроном 5,56 × 45 мм / .223 Remington, используемым в различных современных военных карабинах.
Steyr Scout имеет встроенные сошки, а также место для хранения запасного заряженного магазина. Винтовка также сконструирована таким образом, чтобы можно было вести огонь одиночными выстрелами, с ручной загрузкой или обычной подачей магазина.
В январе 2015 года Steyr Arms объявила, что ограниченная серия Steyr Camo Scout будет доступна в трёх вариантах водного камуфляжа по требованию клиентов.

### Savage Scout
Компания Savage Arms предложила модель 10FCM Scout с регулируемым спусковым крючком AccuTrigger (позволяющим владельцу безопасно отрегулировать усилие спускового крючка в пределах от 1100—2700 г без помощи оружейника), чёрный синтетический AccuStock с алюминиевым стержнем алюминиевый стержень и трёхмерная подставка для беддинга, свободно плавающий ствол с пуговицами и нарезами диаметром 520 мм, увеличенная ручка затвора для быстрого манипулирования затвором, целик с призрачным кольцом, переднее крепление для прицела и съемный коробчатый магазин на 4 патрона калибра .308 Winchester или 7,62 × 39 мм с общим весом 3,06 кг и общей длиной 1010 мм. Он был снят с производства в 2014 году. Savage повторно представила свой Scout как Scout 11 в 2015 году и улучшила его, добавив третью антабку, проставки для приклада и регулируемую щеку к прикладу «натурального» цвета.
В 2018 году винтовка была снова обновлена, чтобы включить систему Accu-Fit, а также отказаться от собственного магазина более ранних моделей в пользу магазина Accuracy International AICS, который обеспечивает большую совместимость между брендами.

### Ruger Frontier
Компания Sturm, Ruger & Co. предложила несколько винтовок M77 Mark II Frontier из нержавеющей стали с различными патронниками, от варминта до heavy game, все с невращающимся экстрактором с контролируемой подачей типа Маузера и выбрасывателем с фиксированным лезвием.
В обзоре 7mm-08 Frontier Model 77 Джон Таффин написал: «Если можно любить неодушевленный предмет, такой как винтовка, я определённо влюблен. Эта модель 77 Mk II Frontier — это все, что я искал. для легкой, компактной, удобной для переноски винтовки с продольно-скользящим затвором калибра 7-08 мм и многого другого».

### Ruger Gunsite Scout

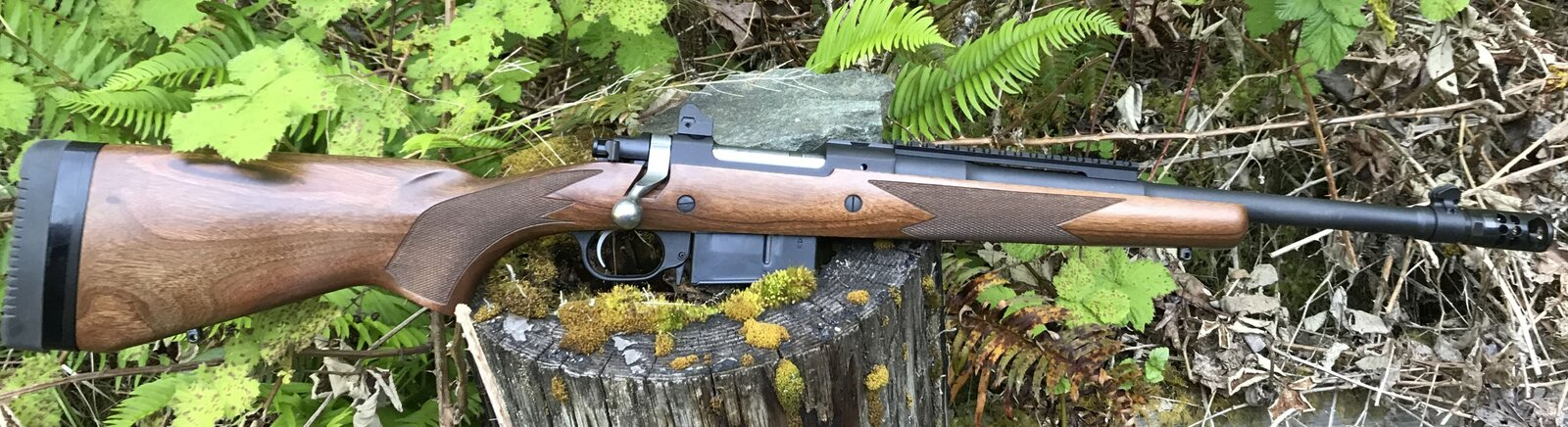
Ruger Gunsite Scout калибра .450 Bushmaster.

В 2011 году Ruger представила Ruger Gunsite Scout, модернизированную разведывательную винтовку, основанную на их затворе из модели M77 и разработанную совместно с Учебным центром Gunsite. Новая винтовка дебютировала на выставке SHOT 2011 под принятым названием «Gunsite Scout Rifle», закрепленным на крышке рукоятки. Винтовка имеет матово-чёрную ствольную коробку, 420 мм ствол из легированной стали холодной ковки, установленную вперед планку Пикатинни, съемный коробчатый магазин на 3, 5 или 10 патронов, пламегаситель, регулируемое призрачное кольцо, задний прицел, полимерную спусковую скобу и ложе из чёрного ламинированного дерева с проставками по длине тяги. Винтовка имеет калибр .308 и весит 3,2 кг.

### Mossberg MVP Scout
На выставке SHOT Show 2015 O.F. Mossberg & Sons представила разведывательную винтовку на базе своей платформы MVP. Первоначально Mossberg MVP Scout предлагался как под патроны 5,56×45 мм, так и под патроны .308 Winchester (хотя к 2020 году вариант 5,56 мм больше не был указан на веб-сайте Mossberg). Платформа MVP примечательна тем, что предназначена для питания либо из магазинов STANAG, совместимых с AR-15 (в варианте 5,56 мм), либо из магазинов, совместимых с AR-10 и M1A / M14 (в варианте .308). MVP Scout оснащен синтетической матово-чёрной ствольной коробкой, 420 мм стволом со средней резьбой, который поставляется в комплекте с пламегасителем в стиле A2, удлиненной планкой Пикатинни, а также целиком с призрачным кольцом и оптоволоконная мушка. MVP Scout калибра .308 весит 3,06 кг.

### Howa Scout Rifle
Разведывательный вариант Howa Model 1500. Поставляется со стволом с резьбой 470 мм и доступен только калибра .308 Winchester.